# عبدالمالک حسینی
عبدالمالک حسینی (انگلیسی: Abdel Malik Hsissane؛ زادهٔ ۲۸ ژانویهٔ ۱۹۹۱) بازیکن فوتبال اهل فرانسه-مراکش است.

## باشگاهی
از باشگاه‌هایی که در آن بازی کرده‌است می‌توان به باشگاه فوتبال نیم المپیک اشاره کرد.

## تیم ملی
وی همچنین در تیم ملی فوتبال زیر ۲۰ سال مراکش بازی کرده‌است.